# Messerschmied

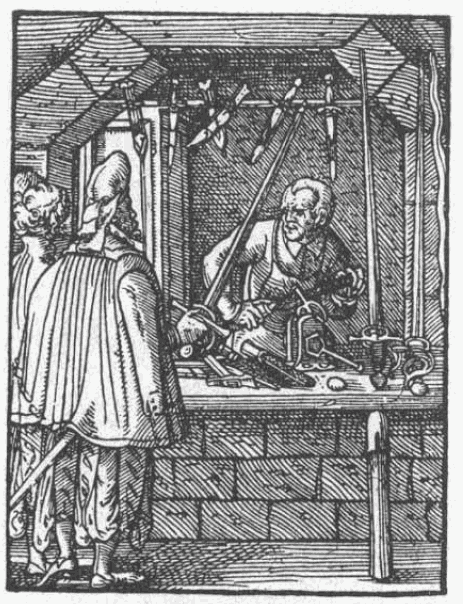
Messerschmied in einem deutschen Ständebuch 1568

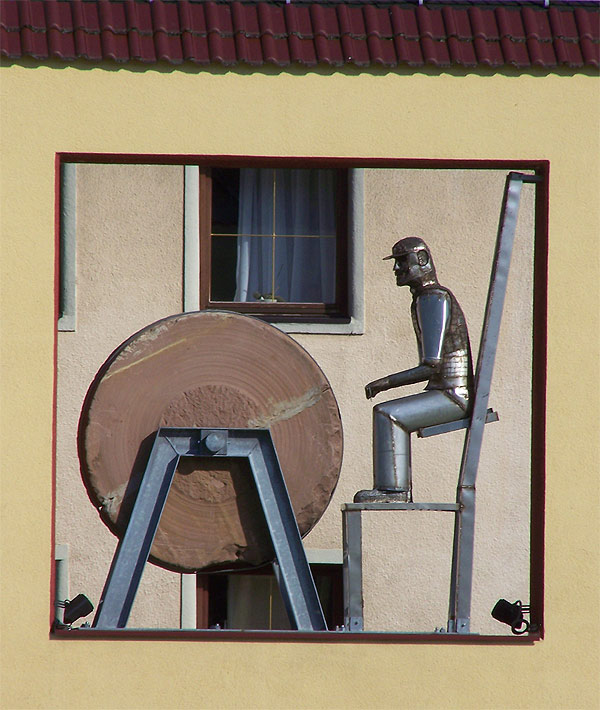
Plastik eines Messerers am Messerermuseum in Steinbach an der Steyr

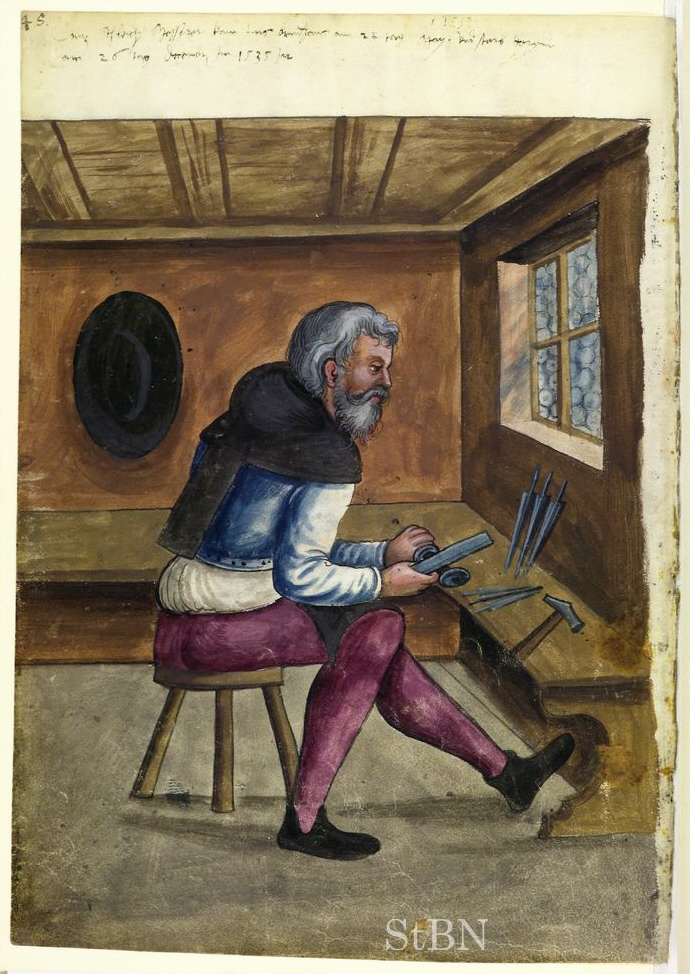
Kunz Schleich, ein Messerschmied (Messerer) im Jahr 1535, abgebildet im Hausbuch der Landauerschen Zwölfbrüderhausstiftung

Ein Messerschmied oder Klingenschmied ist ein Handwerker, der sich auf die Herstellung von Messern und kleinen Klingenwerkzeugen spezialisiert hat. Der Beruf des Messerschmieds war im Mittelalter weit verbreitet, zählt inzwischen aber zu den aussterbenden Handwerken.

## Deutschland
Heute wird die Kunst des Messerschmiedens häufig als Hobby oder aus Gründen der Traditionspflege weiter ausgeübt. In Deutschland wurde die traditionelle Berufsbezeichnung Messerschmied  Ende der 1980er Jahre durch die Bezeichnung Schneidwerkzeugmechaniker ersetzt. Der Berufsstand beinhaltet heute die Herstellung von Messern und anderen Schneidwerkzeugen entweder als Einzelstücke mit traditionellen Verfahren oder industriell in Serien sowie das Schärfen und Instandhalten von industriellen Schneidmaschinen und das Verkaufen von Bestecken und Schneidwaren. Die wenigsten Schneidwerkzeugmechaniker können in ihrem Berufsleben tatsächlich noch die erlernten und bei der Meisterprüfung unter Beweis gestellten Fähigkeiten ausüben: das Entwerfen und Herstellen kompletter Messer.
Solingen gilt in Deutschland als traditionelle „Hauptstadt“ der Messerschmiede, dort steht auch das Deutsche Klingenmuseum. Etwa 80 Messermacher – nicht zwangsläufig Schmiede – haben sich in der 1986 neu gegründeten Deutsche Messermacher Gilde (DMG) mit Sitz in Stuttgart organisiert.
Der Bayerische Rundfunk hat in einer Dokumentationsreihe über aussterbende Handwerke mit dem Film über den „Messerschmied aus Görlitz“ den Niedergang dieses Handwerks dokumentiert. (Der Film ist ausleihbar – siehe dazu Weblinks.)
Die Werkstatt eines Messerschmieds wird im Volkskunde- und Freilichtmuseum Roscheider Hof in Konz gezeigt. Einem traditionellen Messerschmied kann man z. B. in Herrstein (Hunsrück) bei der Arbeit zusehen (Schloss-Schmiede).

## Österreich
In Österreich gehören die Messerschmiede zu den sogenannten freien Gewerben.
In Trattenbach (Gemeinde Ternberg) wird der ganze Ort in ein Freilichtmuseum zur Messerherstellung einbezogen. Seit Jahrhunderten wird dort das Trattenbacher Taschenfeitel hergestellt. Auch das Messerermuseum Steinbach an der Steyr zeigt die örtliche Geschichte der Messerer und Klingenschmiede. In ihm werden das Handwerk, seine Bedeutung für die Bevölkerung und die regionale Siedlungsentwicklung dargestellt.

## Schweiz
Der Schweizer Messerschmied Karl Elsener gründete 1884 den Schweizerischen Messerschmiedverband (siehe auch Victorinox). Seit 1891 sind die Messerschmiede im Verband schweizerischer Messerschmied-Meister organisiert.